# Blup Blup
Blup Blup is een vulkaan en eiland behorend tot Papoea-Nieuw-Guinea. Het eiland, gelegen in de Bismarckzee, is 7 km² groot en de stratovulkaan is 402 m hoog. De vulkaan is gevormd tijdens het Pleistoceen.
Er komen vier zoogdiersoorten op het eiland voor: kortstaartbuideldas, suikereekhoorn, het knaagdier Melomys rufescens en de rat Rattus praetor.